# (2209) Tianjin
(2209) Tianjin ist ein Asteroid des Hauptgürtels, der am 28. Oktober 1978 am Purple-Mountain-Observatorium in Nanjing entdeckt wurde. 
Benannt ist der Asteroid nach der chinesischen Stadt Tianjin.